# Мостотрест
Мостотрест — российская строительная компания. До выделения в 2020 году из структуры ПАО «Мостотрест» АО «Дороги и мосты» была одной из крупнейших организаций страны в области строительства и реконструкции железнодорожных, автодорожных и городских мостов и путепроводов. Полное наименование — Публичное акционерное общество «Мостотрест». Штаб-квартира — в Москве.
Из-за участия в строительстве Крымского моста компания находится под международными санкциями Евросоюза, США, Великобритании и ряда других стран.

## История
25 января 1930 года по решению Совета народных комиссаров СССР в системе Народного Комиссариата путей сообщения (НКПС) был образован Всесоюзный трест по строительству внеклассных и больших мостов «Мостотрест». 28 августа 1930 года был утверждён первый устав «Мостотреста». До 1941 г. «Мостотрест» был единственной в стране специализированной мостостроительной организацией.
До начала Великой Отечественной войны «Мостотрестом» было построено свыше 188 крупных мостов через Днепр, Волгу, Оку, Ангару, Амур, Москву, Куру и другие реки общей протяжённостью более 35 км.
В 1941—1945 годах на фронтовых дорогах «Мостотрест» временно восстановил 516 мостов длиной 42 км, капитально восстановил и построил 142 моста длиной 16 км.
В 1954 году создается Министерство транспортного строительства СССР с включением в его состав «Мостотреста».
В 1958 году «Мостотресту» вручен орден Ленина. В 1980 году за достигнутые успехи в развитии отечественного мостостроения «Мостотрест» награждается орденом Трудового Красного Знамени.
С 1992 года «Мостотрест» — член Международной ассоциации по мостостроению (IABSE).
В 1992 году «Мостотрест» преобразован в открытое акционерное общество.
В 2010 году «Мостотрест» провёл ряд сделок, направленных на расширение сферы деятельности компании: в марте приобретён блокирующий пакет акций ОАО «Мостострой-11» — ведущего мостостроительного предприятия Западно-Сибирского региона России; в июне завершена сделка по покупке контрольного пакета одной из крупнейших проектных и инжиниринговых компаний в секторе инфраструктурного строительства — ООО «Корпорация Инжтрансстрой» и 50,1 % ООО «Трансстроймеханизация», специализирующегося на строительстве и реконструкции автомобильных дорог и аэропортов.
В ноябре 2010 года состоялось первичное размещение акций (IPO) «Мостотреста». Инвесторам было предложено 25 % акций компании. Цена размещения — $6,25 за одну акцию. Общий объём средств, полученных в ходе размещения, составил около $388 млн, а сама компания была оценена инвесторами в $1,55 млрд.
В январе 2013 года совет директоров «Мостотреста» принял решение о выходе из капитала ООО «Корпорация Инжтрансстрой».
В январе 2020 года «Мостотрест» увеличил свою долю в ООО «Трансстроймеханизация» до 100 %.
В мае 2020 года акционеры «Мостотреста» приняли решение о реорганизации компании в связи с созданием при участии госкорпорации «ВЭБ.РФ» инфраструктурного холдинга АО «Группа компаний «Нацпроектстрой». Из структуры ПАО «Мостотрест» было выделено новое АО «Дороги и мосты», которому была передана значительная доля имущества, мощностей и трудовых ресурсов, в том числе ООО «Трансстроймеханизация», АО «МТТС», ООО «ОССП», а также филиалы и спецзаводы. Государственная регистрация АО «Дороги и мосты» была завершена в октябре 2020 года.

### Реализованные проекты
За свою историю «Мостотрест» построил более 7700 мостов и путепроводов самых различных систем и конструкций общей длиной 600 км, свыше 1500 пешеходных тоннелей и мостов, несколько десятков сложных транспортных развязок, жилые дома и различные объекты социально-культурного и бытового назначения.
В 1931 году «Мостотрест» построил первый большой железнодорожный арочный мост через реку Днепр в Днепропетровске из монолитного железобетона.
«Мостотрест» принимал участие в возведении нового моста через реку Оку в городе Горьком, введённого в строй в апреле 1933 года. Вот что писала о строительстве газета «Горьковская коммуна»:

На строительстве шла классовая борьба. В бараках раскулаченные молодчики нашёптывали на ушко грабарям контрреволюционную клевету на партию и советскую власть, купеческие последыши пытались оттянуть стройку, организуя рвачей для нелепейших требований. Классовый враг, пробравшийся на строительство, старался сорвать высокое качество заканчиваемого стройкой моста. Пролетарии и коммунисты «Мостотреста» и «Стальмоста» разоблачали врага, выкидывали его из своих рядов, отвечали на вылазки ещё большими подъёмами трудового героизма.
В 1957 году к Всемирному фестивалю молодёжи и студентов в Москве «Мостотрестом» в рекордные сроки был построен уникальный двухъярусный мост. В средней части нижнего яруса моста расположена станция метро «Воробьёвы горы» (до мая 1999 года - «Ленинские горы»), в верхнем ярусе — автодорога. В связи со спешкой, а также из-за конструктивных и технологических ошибок при строительстве несущие конструкции моста претерпели преждевременный износ, была нарушена гидроизоляция станции, которая уже в 1988 была закрыта. В 1999—2002 годах была произведена реконструкция метромоста.
В июле 2004 года закончено строительство первой в России Московской монорельсовой транспортной системы (ММТС).
В сентябре 2004 года сдан в эксплуатацию двухконсольный металлический пешеходный мост через Москву-реку к Храму Христа Спасителя. При его сооружении применялась оригинальная схема монтажа, позволившая на время строительства не прекращать движение транспорта по набережным и судоходство по Москве-реке. Каждая половина пролётного строения собиралась на берегу вдоль реки, затем они были одновременно развёрнуты на 90 градусов и замкнуты в центре речного пролёта.

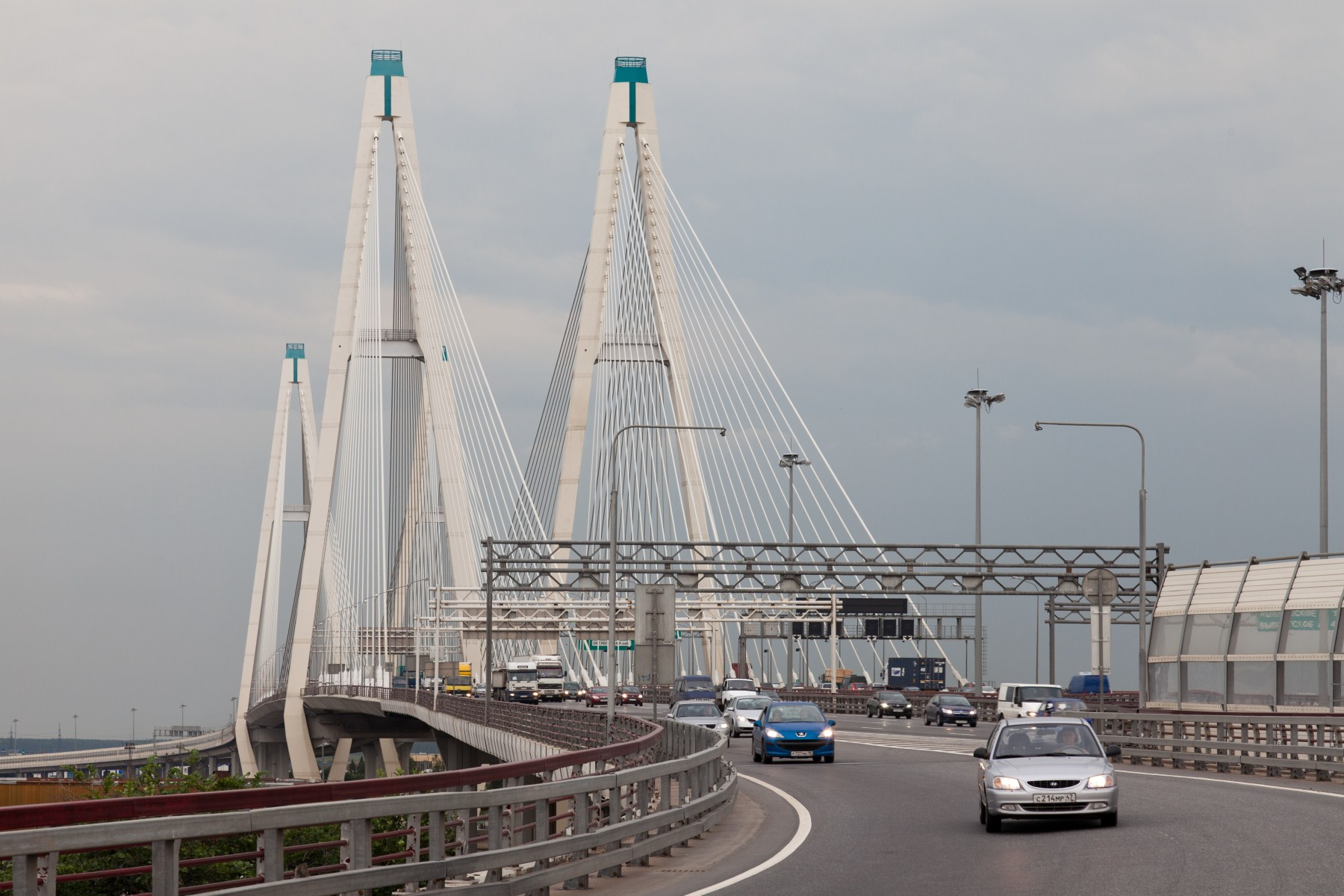
Большой Обуховский мост в Санкт-Петербурге (2007 г.)

В октябре 2007 года в Санкт-Петербурге открылась вторая очередь Большого Обуховского моста через Неву. Этот вантовый мост является единственной неразводной переправой через Неву. Выполнен в виде двух параллельных мостов. Первая очередь была сдана в 2004 году.
В том же 2007 в Санкт-Петербурге построена Пулковская транспортная развязка — одна из крупнейших действующих транспортных развязок на территории России общей длиной 850 м.

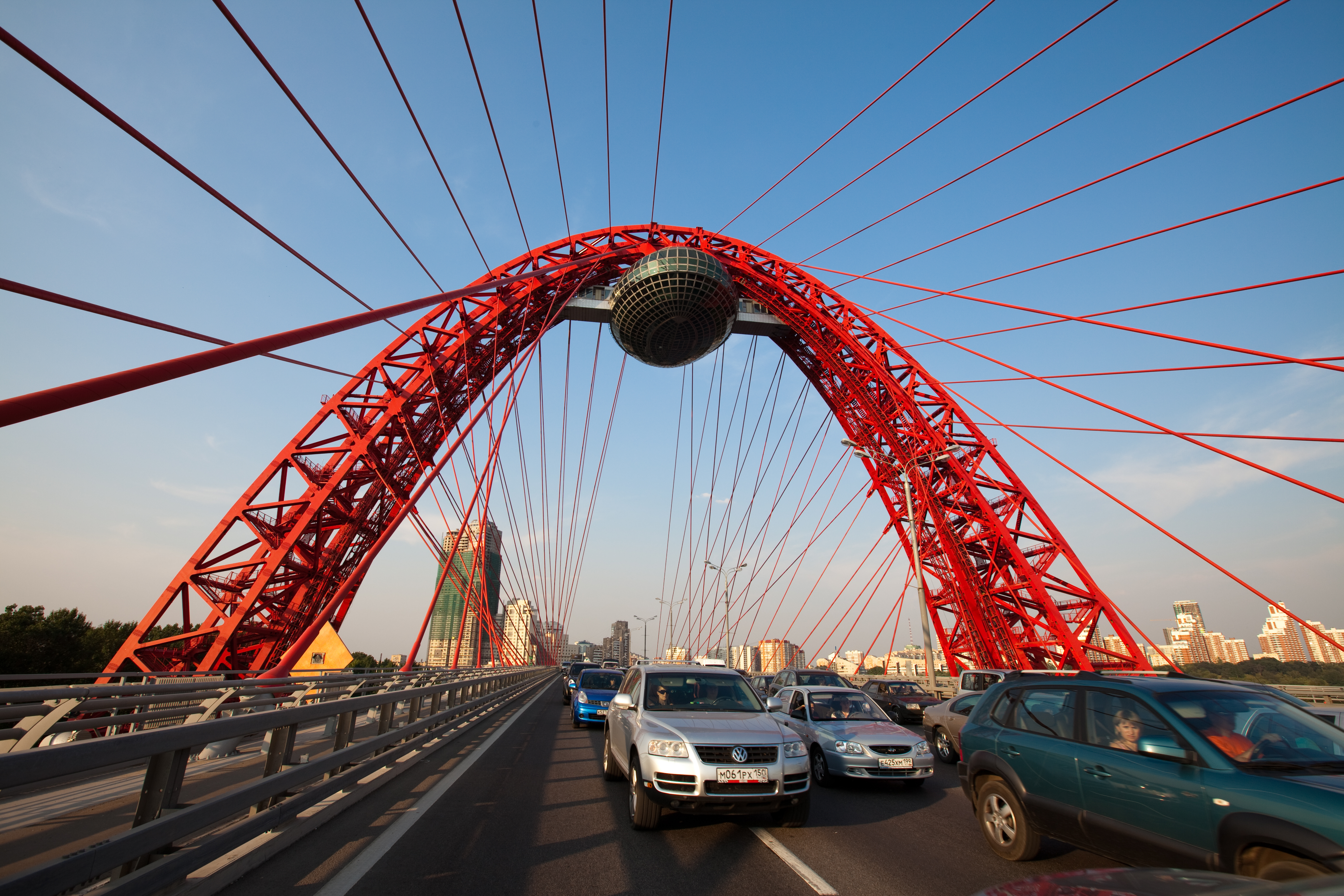
Живописный мост через Москву-реку в Серебряном Бору (2007 г.)

В 2007 году в Москве сдан в эксплуатацию уникальный и один из самых больших в Европе вантовый арочный мост «Живописный» в Серебряном Бору. Длина моста 1460 м. Мост строился под углом 30 градусов к реке, почти вдоль течения.
В 2008 году построена транспортная развязка через реку Ангару в Иркутске, включающая в себя автомобильный мост через Ангару и путепровод, проходящий в районе ул. Верхняя Набережная Иркутска. Мост через Ангару — первый в Сибири мост из монолитного железобетона с пролётами по 105 метров, сооружённый методом навесного бетонирования.

Муромский мост через Оку (2009 г.)

В 2008 году в рамках реконструкции магистрали М-4 «Дон» на участке с 556 по 588 км завершено строительство пяти путепроводов и одного моста через реку Красную в Воронежской области.
В 2009 году введён в эксплуатацию вантовый мост через Оку в обход Мурома — первый во Владимирской и Нижегородской областях вантовый мостовой переход через Оку.
В 2010 году построен мост через Дон в створе ул. Сиверса в Ростове-на-Дону.
В 2011 году завершено строительство моста длиной 643 м через реку Вятку в Татарстане на автомобильной дороге М-7 «Волга» и дороги от курорта «Альпика-Сервис» до лыжной финишной зоны курорта «Роза Хутор» в Сочи с устройством подъездов на бобслейные трассы, во фристайл-центр, сноуборд-парк и Олимпийскую деревню.

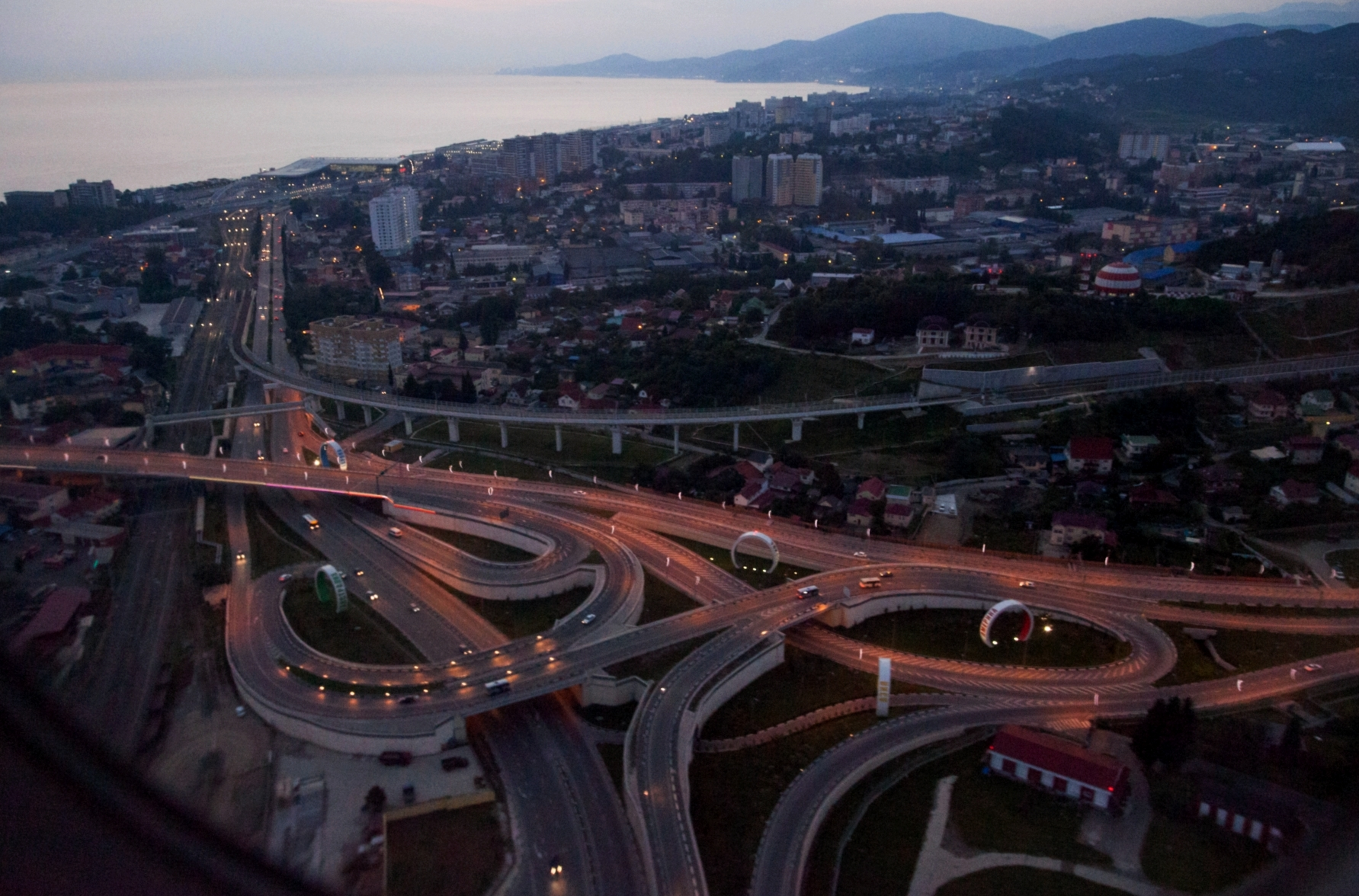
Развязка "Адлерское кольцо", Сочи (2012 г.)

В 2012 году введены в эксплуатацию развязки «Адлерское Кольцо» и «Стадион» в Сочи, мост через реку Суру на автомобильной дороге М-7 «Волга» в Ядринском районе Чувашии.
Также в 2012 году «Мостотрест» закончил строительство первой в истории компании линии метрополитена — участка от станции «Московская» до станции «Горьковская» Автозаводской линии метро в Нижнем Новгороде. Общая протяжённость — 3384 м, в том числе длина пути по совмещённому метромосту — 1269 м.
В 2013 году построены Северный обход Рязани, развязка «Голубые Дали» и дублёр Курортного проспекта в Сочи, участок автодороги М-4 «Дон» на обходе Воронежа, мост через Москву-реку в Бронницах (Московская область), транспортная развязка на пересечении Ленинградского шоссе и Московской кольцевой автодороги, проведены реконструкция взлётно-посадочной полосы и рулёжных дорожек в московском аэропорту Внуково, ремонт автомобильной дороги М-9 «Балтия» в Тверской области (участки с 233 по 248 км и с 306 по 321 км).
В 2014 году сданы в эксплуатацию участок дороги на подъезде к морскому торговому порту Усть-Луга по территории Кингисеппского района Ленинградской области, мостовой переход через Дон на автомобильной дороге М-4 «Дон» в г. Аксае (Ростовская область), головной участок (км 15 — км 58) и обход Вышнего Волочка на новой скоростной автодороге М-11 «Москва — Санкт-Петербург».
В 2015 году построены дублёр Ворошиловского моста через Дон в Ростове-на-Дону; дорога к морскому торговому порту Усть-Луга в Ленинградской области; тоннель на пересечении Большой Академической и Михалковской улиц в Москве; четвёртый этап южного участка Северо-Западной хорды в Москве; Бусиновская развязка в Москве.
В 2016 году построены участок Северо-Восточной хорды между шоссе Энтузиастов и Измайловским шоссе в Москве, участки автодороги М-9 «Балтия» (км 17 — км 82) в Московской области и автодороги М-4 «Дон» (км 517 — км 544) в обход Новой Усмани и Рогачевки в Воронежской области.
В 2017 построены участок скоростной дороги М-11 «Москва — Санкт-Петербург» (км 208 — км 258) в Тверской области (обход Торжка), аэропорт Платов в Ростове-на-Дону, дублёр Борского моста в Нижнем Новгороде.
В 2018 году сданы в эксплуатацию два участка скоростной дороги М-11 «Москва — Санкт-Петербург» (км 58 — км 97 (обход Солнечногорска и Клина в Московской области) и км 334 — км 543 в Тверской и Новгородской областях), два участка Северо-Восточной хорды в Москве, закончена реконструкция аэропортов в Норильске и Нижнем Новгороде. Филиалом «Мостотреста» компанией «Мостотряд-90» построен автомобильный четырехполосный мост через Волгу в Дубне.
15 мая 2018 года открыт автодорожный Крымский мост через Керченский пролив, в строительстве которого также принимал участие «Мостотрест».
В 2019 году сдан в эксплуатацию участок Сокольнической линии московского метро от станции «Саларьево» до станции «Коммунарка», участок скоростной дороги М-11 «Москва — Санкт-Петербург»» (км 97 - км 149) в Московской и Тверской областях.
В декабре 2019 года открыто движение пассажирских поездов по железнодорожной части Крымского моста, а в июне 2020 — движение грузовых поездов.

## Собственники и руководство
В разные годы акционерами «Мостотреста» были структуры, связанные с топ-менеджерами группы «Н-Транс», Михаилом Абызовым, Аркадием Ротенбергом и его сыном Игорем Ротенбергом, НПФ «Благосостояние».
В апреле 2018 года новым владельцем компании стало ООО «Стройпроектхолдинг» Аркадия Ротенберга.
По состоянию на конец августа 2023 года «Стройпроектхолдингу» принадлежало 97 % акций ПАО «Мостотрест».
Генеральный директор — Евгений Чибышев.
Руководители «Мостотреста» с момента создания компании:
- 1930—1936 Тесленко, Прокофий Аввакумович
- 1936—1937 Киеня, Макар Александрович
- 1937—1942 Холин, Николай Александрович
- 1942—1954 Иванченко, Иосиф Антонович
- 1954—1967 Жуковский, Александр Иванович
- 1974—1978 Митрофанов, Юрий Михайлович
- 1978—1986 Потапов, Алексей Дмитриевич
- 1986—1996 Блинков, Леонид Соломонович
- 1996—2006 Куракин, Павел Павлович
- 2006—2020 Власов, Владимир Николаевич
- 2020—2021 Рыженькин Леонид Кронидович
- 2021—2023 Подерёгин, Александр Николаевич
- 2023—2024 Скорочкин Александр Александрович
- 2024—2025 Полуэктов Денис Владимирович
- С февраля 2025 — Чибышев Евгений Владимирович

## Персонал
Численность работников Группы компаний «Мостотрест» на 2018 год составляла более 32 000 человек. Из них 73 % — рабочие.
После выделения из структуры «Мостотреста» в 2020 году АО «Дороги и мосты», которому была передана значительная доля трудовых ресурсов, численность работников ПАО «Мостотрест» составляла около 1 000 человек. К концу 2022 года число сотрудников сократилось до 274 человек.

## Деятельность
«Мостотрест» ведёт свою деятельность в Москве и Московской области, Санкт-Петербурге, Новгородской (Деревяни́цкий мост), Краснодарском крае, Нижегородской, Ярославской, Ростовской, Рязанской, Воронежской, Тамбовской, Владимирской, Ивановской, Иркутской, Липецкой и других областях.
«Мостотрест» принимал участие в реализации ряда проектов в рамках подготовки к зимним Олимпийским играм 2014 года в Сочи — строительство транспортной развязки в Сочи на пересечении Курортного проспекта и ул. 20-й Горнострелковой дивизии; строительство транспортной развязки «Адлерское кольцо»; строительство дороги «Адлер — нижняя станция горнолыжного курорта «Роза Хутор», строительство дублёра Курортного проспекта в Сочи, совмещённая (автомобильная и железная) дорога «Адлер — курорт «Альпика-Сервис».
На начало 2019 года «Мостотрест» принимал участие в реализации ряда комплексных проектов по развитию транспортной инфраструктуры, таких как строительство участка автодороги М-4 «Дон» (км 633 – км 715) в обход с. Лосево и г. Павловска в Воронежской области, участка Сокольнической линии московского метрополитена от станции «Саларьево» до станции «Столбово», дороги от 23 км Калужского шоссе до транспортно-пересадочного узла «Столбово».
После реорганизации 2020 года компания существенно сократила масштабы деятельности и финансовые показатели. Однако «Мостотрест» продолжает работу на рынке, оставаясь самостоятельной компанией, и специализируется на строительстве инженерных и других транспортных сооружений. В конце сентября 2023 года «Мостотрест» заключил контракт на 16,2 млрд руб. на строительство двухпутных вставок на железнодорожном участке Владиславовка — Семь Колодезей в Крыму.

### Показатели деятельности
| Год              | Выручка, млрд руб. | Чистая прибыль/Убыток, млрд руб. | EBITDA, млрд руб. |
| ---------------- | ------------------ | -------------------------------- | ----------------- |
| 2009             | 33,2               | 3,37                             |                   |
| 2012             | 123,7              |                                  |                   |
| 2013             | 116,7              | 2,3                              | 9,4               |
| 2014             | 150,5              | 6,1                              | 15,4              |
| 2015             | 143,2              |                                  | 13,2              |
| 2016             | 175,2              | 5,0                              | 18,1              |
| 2017             | 207,8              | 3,0                              | 15,0              |
| 2018 I полугодие | 86,5               | 0,6                              | 6,9               |

За 9 месяцев 2023 года по РСБУ чистая прибыль составила 1, 63 млрд рублей (в 2022 году — 128 млн рублей). Выручка группы за отчетный период до 2,17 млрд рублей (сокращение на 38,5%).

## Структура компании
До реорганизации, состоявшейся в 2020 году, в состав ПАО «Мостотрест» входило 15 филиалов, общество имело дочерние и зависимые общества.
В 2020 году филиалы, дочерние и зависимые общества «Мостотреста» вошли в состав АО «Дороги и мосты».
По состоянию на 31 декабря 2024 года у ПАО «Мостотрест» была только одна дочерняя компания — ООО «МТСМ-СЕРВИС» («Мостотресту» принадлежало 49 % компании).
Дочерние и зависимые общества (до 2020 года):
- ООО «Трансстроймеханизация» (доля в уставном капитале — 100 %). Осуществляет строительство и реконструкцию объектов транспортной инфраструктуры;
- ОАО «Мостострой-11» (доля в уставном капитале — 25,001 %). Сфера деятельности — возведение и реконструкция автомобильных, железнодорожных, городских мостов и путепроводов и других объектов транспортного, промышленного и гражданского назначения в Тюменской области, Ханты-Мансийском и Ямало-Ненецком АО;
- СП Russian Highway Operations B.V. (доля в уставном капитале — 50 %). Компания, владеющая совместно с VINCI 100 % компании Объединенные системы сбора платы (ОССП), которая реализует проекты по оперированию платными автотрассами, занимается разработкой и внедрением оптимальных технологических решений по управлению автомобильными дорогами с использованием интеллектуальных систем;
- ЗАО «Мостотрест-Сервис» (доля в уставном капитале — 43,33 %). Сервисная компания, специализирующаяся на оказании комплексных услуг по содержанию автомобильных дорог;
- Plexy Ltd. (доля в уставном капитале — 100 %). Компания осуществляет права на 50 % участия в ООО «Северо-Западная концессионная компания», являющемся концессионером платного участка (15-58 км) скоростной автомобильной дороги Москва — Санкт-Петербург согласно заключённому с ГК «Автодор» концессионному соглашению;
- ООО «ИЦ «МиТ» (доля в уставном капитале — 100 %). Деятельность в области архитектуры, инженерных изысканий и предоставление технических консультаций в этих областях.

Филиалы ПАО «Мостотрест» (до 2020 года):
- «Мостоотряд-1» (г. Нижний Новгород)
- «Мостоотряд-4» (г. Москва)
- «Мостоотряд-6» (г. Ярославль)
- «Мостоотряд-10» (Ростов-на-Дону)
- «Мостоотряд-22» (г. Рязань)
- «Мостоотряд-41» (г. Чебоксары)
- «Мостоотряд-46» (г. Киров)
- «Мостоотряд-81» (г. Воронеж)
- «Мостоотряд-90» (г. Дмитров)
- «Мостоотряд-99» (г. Серпухов)
- «Мостоотряд-114» (г. Москва)
- «Мостоотряд-125» (г. Коломна)
- «Мехстроймост» (г. Тула)
- «Мокон» — завод железобетонных конструкций (г. Москва)
- «Таганка-Мост» (г. Москва)[26]

В 2000-х годах были ликвидированы следующие филиалы «Мостотреста»:
- «Мостоотряд-18» (г. Москва), путём объединения с «Мостоотряд-4» (г. Москва) — 2006 год;
- «Мостоотряд-79» (г. Тамбов), путём объединения с «Мостоотряд-81»(г. Воронеж) — 2007 год;
- «Космост» (г. Москва) — 2006 год;
- «Ремонтно-эксплуатационное управление (РЭУ)» (г. Москва) — 2007 год.

## Критика
В прессе неоднократно предполагалось, что компания получает выгодные контракты благодаря тому, что один из её крупнейших владельцев Аркадий Ротенберг является другом Владимира Путина. В частности, в середине мая 2012 года стало известно, что 25 апреля 2012 года, перед своей отставкой, президент России Дмитрий Медведев подписал распоряжение о передаче без проведения каких-либо конкурсов «Мостотресту» подрядов на строительство дорог в Москве, ведущих к инновационному центру «Сколково». Общая стоимость данных подрядов оценивается в сумму не менее 15 млрд руб.